# 陈泽彬
陈泽彬（2003年9月28日—，游戏ID：Bin），中国《英雄联盟》电子竞技运动员，现BLG上路选手，英雄联盟2020赛季全球总决赛亚军成员。